# Список глав Гвинеи
Список глав Гвинеи включает лиц, являвшихся главой государства Гвинеи со времени провозглашения в 1958 году Гвинейской Республики, пришедшей на смену французской заморской территории в Западной Африке.
В настоящее время Гвинейскую Республику возглавляет Президент переходного периода, глава государства (фр. Président de la Transition, Chef de l’État). Согласно Хартии, принятой в 2021 году, президент переходного периода является главой государства, верховным главнокомандующим Вооружёнными силами и председателем Национального комитета по сплочению и развитию — военной хунты, захватившей власть в стране в результате переворота. Посту президента посвящены статьи с 38 по 47, по которым глава государства является гарантом нормального и непрерывного функционирования государственных органов, национальной независимости и территориальной целостности, следит за сохранением и уважением национального суверенитета как внутри страны, так и за её пределами, является гарантом национального единства.
Использованная в первом столбце таблиц нумерация является условной; также условным является использование в первом столбце цветовой заливки, служащей для упрощения восприятия принадлежности лиц к различным политическим силам без необходимости обращения к столбцу, отражающему партийную принадлежность. В столбце «Выборы» отражены состоявшиеся выборные процедуры или иные основания получения полномочий. Для удобства список разделён на принятые в историографии периоды истории страны. Приведённые в преамбулах к каждому из разделов описания этих периодов призваны пояснить особенности её политической жизни.

## Гвинейская Республика (1958—1978)
В 1947 году в Гвинее (колонии Франции с 1893 года) была создана первая политическая партия — Демократическая партия Гвинеи (ДПГ). В сентябре 1958 года по призыву ДПГ, возглавившей национально-освободительное движение, на референдуме по проекту новой конституции т. н. Пятой Французской Республики 95 % избирателей высказались против вхождения Гвинеи в состав Французского сообщества (пришедшего на смену аналогичному Союзу) в качестве автономного государства. Независимость Гвинейской Республики (фр. République de Guinée) была провозглашена на заседании Территориального собрания в Конакри 2 октября 1958 года. Главой государства стал председатель Правительства и лидер ДПГ Ахмед Секу Туре. 12 ноября была принята конституция, установившая в стране однопартийную систему; ДПГ отводилась ведущая роль в осуществлении радикальной модернизации. В январе 1961 года были проведены первые президентские выборы, на которых Туре одержал победу. В 1975 году был обнародован манифест, согласно которому партийные и государственные органы слились в единую систему органов власти, выполнявших политическую и административную функции. Данное устройство было закреплено на съезде партии в 1978 году. 21 ноября 1978 года в соответствии с резолюцией того же съезда страна была переименована в «Гвинейскую Народную Революционную Республику».
|           | Портрет        | Имя (годы жизни)                                  | Полномочия     | Полномочия     | Партия                        | Выборы                                              | Наименование должности                                   | Пр.               |
| Начало    | Портрет        | Имя (годы жизни)                                  | Окончание      |                | Партия                        | Выборы                                              | Наименование должности                                   | Пр.               |
| --------- | -------------- | ------------------------------------------------- | -------------- | -------------- | ----------------------------- | --------------------------------------------------- | -------------------------------------------------------- | ----------------- |
| —         |                | Ахмед Секу Туре (1922—1984) фр. Ahmed Sékou Touré | 2 октября 1958 | 28 января 1961 | Демократическая партия Гвинеи | [ комм. 1 ]                                         | Председатель Правительства фр. Président du Gouvernement | [ 4 ] [ 5 ] [ 6 ] |
| 1 (I—III) | 28 января 1961 | Ахмед Секу Туре (1922—1984) фр. Ahmed Sékou Touré | 21 ноября 1978 | 1961           | Демократическая партия Гвинеи | Президент Республики фр. Président de la République |                                                          | [ 4 ] [ 5 ] [ 6 ] |
| 1 (I—III) | 28 января 1961 | Ахмед Секу Туре (1922—1984) фр. Ahmed Sékou Touré | 21 ноября 1978 | 1968           | Демократическая партия Гвинеи | Президент Республики фр. Président de la République |                                                          | [ 4 ] [ 5 ] [ 6 ] |
| 1 (I—III) | 28 января 1961 | Ахмед Секу Туре (1922—1984) фр. Ahmed Sékou Touré | 21 ноября 1978 | 1974           | Демократическая партия Гвинеи | Президент Республики фр. Président de la République |                                                          | [ 4 ] [ 5 ] [ 6 ] |

## Гвинейская Народная Революционная Республика (1978—1984)
21 ноября 1978 года в соответствии с резолюцией съезда Демократической партии (ДПГ) страна была переименована в Гвинейскую Народную Революционную Республику (фр. République Populaire Révolutionnaire de Guinée). ДПГ также стала называться «Партией-государством Гвинеи». 26 марта 1984 года после 25 лет правления Ахмед Секу Туре скончался. На следующий день временным главой государства был объявлен премьер-министр Луи Лансана Беавоги. 3 апреля ДПГ должна была выбрать нового руководителя страны — согласно конституции — лидера партии Луи Лансану Беавоги, однако за несколько часов до голосования армия совершила вооружённый переворот. Власть перешла к Военному комитету национального возрождения во главе с полковником Лансаной Конте, который 5 апреля объявил себя президентом страны. ДПГ была распущена, действие конституции приостановлено, страна вновь стала называться «Гвинейской Республикой».
|            | Портрет       | Имя (годы жизни)                                           | Полномочия     | Полномочия    | Партия                        | Выборы                                              | Наименование должности                                                                                              | Пр.                  |
| Начало     | Портрет       | Имя (годы жизни)                                           | Окончание      |               | Партия                        | Выборы                                              | Наименование должности                                                                                              | Пр.                  |
| ---------- | ------------- | ---------------------------------------------------------- | -------------- | ------------- | ----------------------------- | --------------------------------------------------- | --- | -------------------- |
| 1 (III—IV) |               | Ахмед Секу Туре (1922—1984) фр. Ahmed Sékou Touré          | 21 ноября 1978 | 26 марта 1984 | Демократическая партия Гвинеи | (1974)                                              | Президент Республики фр. Président de la République                                                                 | [ 4 ] [ 5 ] [ 6 ]    |
| 1 (III—IV) | 1982          | Ахмед Секу Туре (1922—1984) фр. Ahmed Sékou Touré          | 21 ноября 1978 | 26 марта 1984 | Демократическая партия Гвинеи |                                                     | Президент Республики фр. Président de la République                                                                 | [ 4 ] [ 5 ] [ 6 ]    |
| и. о.      |               | Луи Лансана Беавоги (1923—1984) фр. Louis Lansana Béavogui | 27 марта 1984  | 3 апреля 1984 | Демократическая партия Гвинеи | [ комм. 4 ]                                         | Премьер-министр, глава правительства фр. Premier ministre, Chef du Gouvernement                                     | [ 7 ] [ 8 ] [ 9 ]    |
| —          |               | Лансана Конте (1934—2008) фр. Lansana Conté                | 3 апреля 1984  | 5 апреля 1984 | военный                       | [ комм. 5 ]                                         | Председатель Военного комитета национального возрождения фр. Président du Comité militaire de redressement national | [ 10 ] [ 11 ] [ 12 ] |
| 2 (I)      | 5 апреля 1984 | Лансана Конте (1934—2008) фр. Lansana Conté                | 23 мая 1984    | [ комм. 6 ]   | военный                       | Президент Республики фр. Président de la République | | [ 10 ] [ 11 ] [ 12 ] |

## Гвинейская Республика (с 1984)
23 мая 1984 года страна была переименована в Гвинейскую Республику (фр. République de Guinée). Принятая в 1990 году конституция предусматривала создание переходного правительства (во главе с президентом страны), а затем многопартийную систему. В 1993 и 1998 годах Лансана Конте был переизбран президентом. В 1995 году созданная им Партия единства и прогресса одержала победу на первых с 1980 года парламентских выборах. По результатам проведённого в 2001 году референдума срок президентских полномочий, начиная с 2003 года, был продлён с 5 до 7 лет. В 2003 году Конте был переизбран на третий срок. Однако 22 декабря 2008 года Лансана Конте скончался. Конституционным преемником президента стал председатель Национального собрания Абубакар Сомпаре, который не принял полномочия в связи с организованным армией вооружённым переворотом. Власть перешла к Национальному совету за демократию и развитие во главе с капитаном Муссой Дадисом Камарой. Был установлен двухлетний переходный период, завершившийся принятием новой конституции (май 2010 года) и президентскими выборами (ноябрь 2010 года), победу на которых одержал лидер партии «Объединение гвинейского народа» Альфа Конде.
В марте 2020 года был проведён референдум, по результатам которого была принята конституция, обнулявшая президентские сроки Конде, что позволило ему баллотироваться на новых выборах. 5 сентября 2021 года в результате продовольственного кризиса и экономических реформ был совершён переворот, Конде был свергнут. Власть перешла к Национальному комитету по сплочению и развитию, приостановившему действие конституции и распустившему правительство и парламент. 27 сентября вступила в силу обладающая конституционным характером Хартия переходного периода, в соответствии с которой президентом на неопределённый срок стал председатель Национального комитета полковник Мамади Думбуя. Согласно Хартии, продолжительность переходного периода, который завершится президентскими выборами, будет определена на основе взаимного соглашения политических сил, представителей гражданского общества и Национального комитета.
Курсивом и серым цветом выделены даты начала и окончания полномочий генерала Секубы Конате, временно замещавшего Муссу Дадиса Камару, находившегося на лечении в Марокко.
|                | Портрет              | Имя (годы жизни) | Полномочия      | Полномочия                  | Партия                                                                                                  | Выборы                                                                                                  | Наименование должности | Пр.                  |
| Начало         | Портрет              | Имя (годы жизни) | Окончание       |                             | Партия                                                                                                  | Выборы                                                                                                  | Наименование должности | Пр.                  |
| -------------- | -------------------- | --- | --------------- | --------------------------- | --- | --- | --- | -------------------- |
| 2 (I—IV)       |                      | Лансана Конте (1934—2008) фр. Lansana Conté                                                                          | 23 мая 1984     | 29 января 1994              | военный                                                                                                 | [ комм. 7 ]                                                                                             | Президент Республики фр. Président de la République | [ 10 ] [ 11 ] [ 12 ] |
|                | 29 января 1994       | Лансана Конте (1934—2008) фр. Lansana Conté                                                                          | 29 января 1999  | Партия единства и прогресса | 1993 | | Президент Республики фр. Président de la République | [ 10 ] [ 11 ] [ 12 ] |
| 29 января 1999 | 19 января 2004       | Лансана Конте (1934—2008) фр. Lansana Conté                                                                          | 1998            | Партия единства и прогресса | | | Президент Республики фр. Président de la République | [ 10 ] [ 11 ] [ 12 ] |
| 19 января 2004 | 22 декабря 2008      | Лансана Конте (1934—2008) фр. Lansana Conté                                                                          | 2003            | Партия единства и прогресса | | | Президент Республики фр. Président de la République | [ 10 ] [ 11 ] [ 12 ] |
| и. о.          |                      | Абубакар Сомпаре (1944—2017) фр. Aboubacar Somparé                                                                   | 22 декабря 2008 | Партия единства и прогресса | 23 декабря 2008                                                                                         | [ комм. 9 ]                                                                                             | Председатель Национального собрания фр. Président de l’Assemblée nationale | [ 14 ] [ 15 ] [ 16 ] |
| и. о.          | полномочия не принял | Абубакар Сомпаре (1944—2017) фр. Aboubacar Somparé                                                                   |                 | Партия единства и прогресса | | [ комм. 9 ]                                                                                             | Председатель Национального собрания фр. Président de l’Assemblée nationale | [ 14 ] [ 15 ] [ 16 ] |
| —              |                      | | 23 декабря 2008 | 24 декабря 2008             | Национальный совет за демократию и развитие фр. Conseil National pour la Démocratie et le Développement | Национальный совет за демократию и развитие фр. Conseil National pour la Démocratie et le Développement | Национальный совет за демократию и развитие фр. Conseil National pour la Démocratie et le Développement                                                                                                   | [ 17 ] [ 18 ] [ 19 ] |
| 3              |                      | Мусса Дадис Камара (1964—) фр. Moussa Dadis Camara с 22 августа 2010 года — Моиз Дадис Камара фр. Moïse Dadis Camara | 24 декабря 2008 | 21 декабря 2010             | военный                                                                                                 | [ комм. 11 ]                                                                                            | Президент Республики, Председатель Национального совета за демократию и развитие фр. Président de la République, Président du Conseil National pour la Démocratie et le Développement                     | [ 20 ] [ 21 ] [ 22 ] |
| и. о.          |                      | Секуба Конате (1966—) фр. Sékouba Konaté                                                                             | 5 декабря 2009  | 21 декабря 2010             | военный                                                                                                 | [ комм. 12 ]                                                                                            | Вице-президент Республики, Вице-председатель Национального совета за демократию и развитие фр. Vice-Président de la République, Vice-Président du Conseil National pour la Démocratie et le Développement | [ 23 ] [ 24 ] [ 25 ] |
| 4 (I—III)      |                      | Альфа Конде (1938—) фр. Alpha Condé                                                                                  | 21 декабря 2010 | 14 декабря 2015             | Объединение гвинейского народа                                                                          | 2010 | Президент Республики фр. Président de la République | [ 26 ] [ 27 ] [ 28 ] |
| 4 (I—III)      | 14 декабря 2015      | Альфа Конде (1938—) фр. Alpha Condé                                                                                  | 15 декабря 2020 | 2015                        | Объединение гвинейского народа                                                                          | | Президент Республики фр. Président de la République | [ 26 ] [ 27 ] [ 28 ] |
| 4 (I—III)      | 15 декабря 2020      | Альфа Конде (1938—) фр. Alpha Condé                                                                                  | 5 сентября 2021 | 2020                        | Объединение гвинейского народа                                                                          | | Президент Республики фр. Président de la République | [ 26 ] [ 27 ] [ 28 ] |
| —              |                      | Мамади Думбуя (1980—) фр. Mamadi Doumbouya                                                                           | 5 сентября 2021 | 1 октября 2021              | военный                                                                                                 | [ комм. 14 ]                                                                                            | Председатель Национального комитета по сплочению и развитию фр. Président du Comité National du Rassemblement pour le Développement                                                                       | [ 29 ] [ 30 ] [ 31 ] |
| 5              | 1 октября 2021       | Мамади Думбуя (1980—) фр. Mamadi Doumbouya                                                                           | действующий     | [ комм. 15 ]                | военный                                                                                                 | Президент переходного периода, глава государства фр. Président de la Transition, Chef de l’État         | | [ 29 ] [ 30 ] [ 31 ] |